# Dark Forces
Star Wars: Dark Forces er et computerspil i Star Wars-universet, som blev udgivet 1995. Dark Forces serien er udgivet af LucasArts og er et såkaldt first-person shooter spil. 
I Dark Forces følger man alliancens hemmelige agent Kyle Katarn, som opdager Imperiets hemmelige Dark Trooper Project, som involverer udviklingen af en serie af kraftfulde højteknologiske stormtropper.